# Демократическая партия (Болгария)
Демократическая партия (Болгария) (болг. Демократическа партия)  —  политическая партия в Болгарии (сокращённо ДП (болг. ДП)). Была основана в 1880 году и действовала до середины 1940-х годов. Восстановлена в 1989 году.

## История

### Первый этап (1880—1947)
Была основана в 1880 году членами центристского крыла Либеральной партии во главе с Петко Каравеловым. Во время правления Стефана Стамболова преследовалась и после 1887 года прекратила свою деятельность. Восстановлена после 1894 года, в 1896 года стала называться Демократическая партия. В 1901 году получила большинство в парламенте и сформировала коалиционное правительство вместе с Прогрессивно-либеральной партией. В 1903 году в партии произошёл раскол, в результате чего появилась Радикально-демократическая партия. В том же году после смерти Каравелова Демократическую партию возглавил Александр Малинов. В 1908 году демократы сформировали своё собственное правительство во главе с Малиновым. В сентябре оно заявило о полной независимости Болгарии от Османской империи. Правительство Малинова оставалось у власти вплоть до начала 1911 года.
В июне 1918 года Малинов и радикальные демократы Стояна Костуркова сформировали правительство с целью вывести Болгарию из Первой мировой войны. В сентябре того же года делегация во главе с демократом Андреем Ляпчевым подписали Солунское перемирие. После этого создаётся правительство т. н. «широкой коалиции», в которое помимо демократов, вошли представители Народной партии, Болгарского земледельческого народного союза (БЗНС) и социал-демократов. В мае 1919 года демократы были исключены из правительства. В последующем Демократическая партия стала крупнейшей оппозиционной силой страны. В 1922 году большинство руководителей партии были арестованы правительством БЗНС и освобождены только после переворота 9 июня 1923 года.
После переворота Демократическая партия раскололась. Часть демократов во главе с Ляпчевым присоединились к партии «Демократическое соглашение». Но большая часть членов партии во главе с Малиновым и Александром Гиргиновым сохранили свою автономию и не раз участвовали в коалиционных правительствах «Народного блока» во главе с Никола Мушановым. Последнее из них было свергнуто в ходе переворота 19 мая 1934 года. Несмотря на запрет политических партий, демократы продолжили свою деятельность, перейдя на полулегальное положение.
Демократическая партия выступила против союза с Третьим рейхом, хотя и отказалась войти в Отечественный фронт вместе с коммунистами. 2 сентября 1944 года представители Демократической партии были включены в правительство Константина Муравиева, объявившее о выходе Болгарии из Берлинского пакта 1940 года. 8—9 сентября правительство Муравиева было свергнуто коммунистами и офицерами — сторонниками Дамяна Велчева — при активном участии военного министра Ивана Маринова. В конце 1947 года Демократическая партия была запрещена коммунистическими властями вместе с другими партиями.

### Второй этап (после 1989)
Демократическая партия была восстановлена 19 декабря 1989 года. Первым президентом партии стал Борис Кюркчиев, а в 1990 году партию возглавил Стефан Савов (позднее стал председателем Народного собрания). В то время партия являлась членом коалиции Союз демократических сил. Представители демократов были включены в первое после окончания Второй мировой войны некоммунистическое правительство Болгарии (4 министерских портфеля). Осенью 1994 года Демократическая партия, выйдя из СДС, вместе с БЗНС сформировала новую коалицию — Народный союз. На выборах в Народное собрание блок получил 18 мест.
В 1996 году демократы вошли в коалицию Объединение демократических сил вместе с СДС и Движением за права и свободы. В том же году кандидат ОДС Пётр Стоянов выиграл президентские выборы. На досрочных выборах 19 апреля 1997 года ОДС победила на выборах в Народное собрание, получив 137 мест из 240 (в т.ч. 6 мандатов получили демократы). После этого представители Демпартии были включены в правительство Ивана Костова, получив в нём 5 мест, в т.ч. пост вице-премьера.
В выборах в Народное собрание в 2001 году Демократическая партия участвовала в составе коалиции «Объединённые демократические силы» (СДС, ДП и БЗНС-НС), которая завоевала 51 мандат, в т.ч. 2 места у демократов. На выборах в Народное собрание 2005 года в составе коалиции «Объединённые демократические силы» (СДС, ДП, «Движение „День святого Георгия“», БЗНС, «Национальная ассоциация — Болгарский земледельческий народный союз», «Порядок, закон и справедливость» и болг. «Движение за равноправен модел») завоевала 3 места. После того как лидер партии Александр Праматарски из-за конфликта был исключён из парламентской фракции ОДС, руководство партии отказалось поддержать на выборах 2009 года Синюю коалицию и рекомендовало голосовать за партию «Лидер», что вызвало недовольство в многих членов. В ответ на это осенью Праматарски добился исключения лидера недовольных Мартина Заимова, муниципального советника и финансиста, которого многие рассматривали как главного претендента на пост президента партии.
Демократическая партия с 1991 года член Центристского демократического интернационала, а с 1996 года — Европейской народной партии. Молодёжный Союз Демократической партии является членом организации «Молодёжь центристского демократического интернационала» с 1991 года, а в 1997 стала основателем объединения «Молодёжь Европейской народной партии».

## Лидеры
- 1886—1903 — Петко Каравелов
- 1903—1938 — Александр Малинов
- 1938—1947 — Никола Мушанов
- 1989—1990 — Борис Кюркчиев
- 1990—2000 — Стефан Савов
- 2000 — по настоящее время — Александр Праматарски